# Egzotermni proces
Egzotermna promjena je promjena koji se odvija uz oslobađanje topline. Primjerice su neke kemijske reakcije npr. pri miješanju sumporne kiseline i vode otopina se grije. Taj proces i primjer, osim što je egzoterman, može se svrstati i pod kemijsku termodinamiku.